# 밸 밸런티노
레너드 몬태노(영어: Leonard Montano, 1956년 6월 14일 ~ )는 밸 밸런티노(Val Valentino)라는 이름으로 잘 알려진 미국의 마술사이다. 폭스 방송의 프로그램 《타이거 마스크 매직쇼》에 등장하는 마스크드 매지션(영어: Masked Magician, 복면 마술사)의 정체로 알려져 있다.